# Scogli l'Agusteri
Gli scogli l'Agusteri formano un gruppo di scogli dell'Italia, in Sardegna.